# Diabeł zwycięzca
 Djabeł zwycięzca – zbiór opowiadań, napisany przez Wacława Kostka-Biernackiego, wydany w 1931 przez Dom Książki Polskiej.
Pierwsze wydanie książki „Djabeł zwycięzca”, będącej zbiorem opowiadań fantastyczno-publicystycznych, ukazało się w 1931 w Krakowie. Dodatkową popularność książka Kostka-Biernackiego, zyskała przez wielką antyreklamę jaką zrobiła jej prasa opozycyjna. Pismo PPS Robotnik cytowało jej fragmenty na swoich łamach, aby udowodnić, jakiemu zwyrodnialcowi marszałek Józef Piłsudski powierzył komendę w Brześciu.
Ze względu na negatywną ocenę kleru i zakonów, publikacja wywołała też wiele krytyki ze strony środowisk katolickich. Szczególnie ostro krytykowana była przez Gazetę Tygodniową, w której między innymi napisano: Jest ona pełna cynizmu czyli braku szacunku dla rzeczy powszechnie szanowanych. Kostek-Biernacki bije w niej, kopie, pluje na wszystko, co Polak kiedykolwiek szanował. Negatywnie ocenił ją późniejszy prymas August Hlond pisząc: Nie dziwię się rosnącemu pomrukowi oburzenia, bo z religijnego i moralnego punktu widzenia książka ta jest rzeczywiście niebywałym w kraju skandalem. O Bogu autor wyraża się z lekceważeniem.... Według redaktorów Gazety Rolniczej publikacja związana była z toczącym się procesem brzeskim i miała za zadanie przytłumić skrupuły sumienia narodu. Skoro nie można ukryć pod korcem co się działo w Brześciu, to trzeba wszystko zbagatelizować i wyszydzić.
W okresie Polski Ludowej Djabeł zwycięzca podobnie jak pozostała twórczość Kostka-Biernackiego została objęta cenzurą i decyzją Centralnego Zarządu Bibliotek Ministerstwa Kultury i Sztuki podlegała od 1 października 1951 natychmiastowemu wycofaniu z bibliotek.
Następnie wszystkie wycofane egzemplarze, zgodnie z zaleceniem były niszczone.